# August Lindh i Kil
August Walentin Lindh (i riksdagen kallad Lindh i Kil), född 17 maj 1876 i Regna församling, Östergötlands län, död 9 januari 1950 i Karlstad, Värmlands län, var en svensk grosshandlare, ämbetsman och politiker (liberala samlingspartiet). 
Lindh, som var son till en skogvaktare, var grosshandlare i Kil 1904–1922, varpå han var landskamrerare och senare landstingsdirektör i Värmlands läns landsting 1923–1942. Han hade framträdande uppdrag i IOGT, bland annat som överintendent 1909–1915.
Han var ledamot i frisinnade landsföreningens förtroenderåd 1912–1934 och var också ordförande för Värmlands valkretsförbund av frisinnade landsföreningen, senare folkpartiet, 1921–1937. 
Han var även riksdagsledamot i första kammaren för Värmlands läns valkrets 1912–1914 och tillhörde, som kandidat för frisinnade landsföreningen, liberala samlingspartiet i riksdagen. I riksdagen var han bland annat suppleant i statsutskottet 1912–1914.
August Lindh är begravd på Ruds kyrkogård i Karlstad.